# 牛滝温泉
牛滝温泉（うしたきおんせん）は、大阪府岸和田市大沢町にある温泉。

## 泉質
- ナトリウム - 塩化物強塩泉（高張性・中性・高温泉）
  - 湯の色・味・臭い：白色半透明、強い塩味、無臭
  - 源泉数 ： 1
  - 源泉温度 ： 52.3℃
  - 利用場所における温度 ： 48.2℃
  - 湧出量 ： 毎分52.7リットル

### 効能
- 神経痛、筋肉痛、関節痛、五十肩、運動麻痺、関節のこわばり、うちみ、くじき、慢性消化器病、痔疾、冷え性、病後回復期、疲労回復、健康増進、きりきず、やけど、慢性皮膚病、虚弱児童、慢性婦人病

※注 効能はその効果を万人に保証するものではない。

## 温泉街
牛滝川の最上流に、せせらぎ荘のみ存在。
牛滝温泉は、紀伊半島の東部から西へ連なり、和泉山脈、四国山脈をつくり九州までのびている和泉層群と、その基盤になっている泉南酸性岩類とよばれる堅い岩盤の地層を1645mボーリングした地底から湧き出ている。
和泉層群は、7千万年～8千万年前（白亜紀末）に九州から東へ海が入ってきた時に、陸地から砂礫、砂、泥が海底に溜まるにつれ、海底は沈み続け、6,000m～10,000mの厚い地層ができたものである。
和泉層群から切り出される石材「和泉青石」は古くから城や家の石垣、神社の鳥居、墓石などに使われている。またアンモナイトや巻き貝、二枚貝、コダイアマモの化石などが良く見つかり、その一部がせせらぎ荘に展示されている。すぐそばを流れている牛滝川を遡ると国の天然記念物指定のブナ林で有名な和泉葛城山がある。
良質な温泉と施設が充実しているので地元でも人気があるとされる。

## 歴史
牛滝温泉は、牛滝山大威徳寺の近くにある保養施設が、老朽化によって移設する際にボーリングによって源泉開発された。平成11年5月いよやかの郷と同時にオープン。
2019年2月28日にいよやかの郷終了
以降牛滝温泉四季まつりとして温泉を中心とした複合レジャー施設をオープン

## アクセス
- 鉄道：南海電鉄岸和田駅より南海ウイングバス南部、牛滝温泉せせらぎ荘前下車